# Hip-hop roumain
Le hip-hop roumain désigne la culture du hip-hop ayant émergé en Roumanie en 1991, popularisé dans les années 1980. Le premier album ne sort qu'en 1994 plus ou moins légalement. En 1998, des albums sont confisqués sur les marchés publics, ce qui marque une prise de position politique des groupes de rap pour toutes les élections suivantes (par exemple support pour la coalition du centre au pouvoir contre la gauche lors de la dernière élection). Au début des années 2010, le genre se popularise à travers l'Europe.